# 맷 윌리스
맷 윌리스(Matt Willis, 1983년 5월 8일 ~ )는 잉글랜드의 음악가이다.